# Ume–2
Az Ume–2 (jelentése szilvafavirág), angol rövidítéssel ISS (Ionosphere Sounding Satellite), Japán második ionoszféra kutató műholdja. Energiaellátó rendszerének hibája miatt egy hónap után befejezte szolgálatát.

## Küldetés
Az ionoszférára vonatkozó adatgyűjtés, továbbá a természetes és mesterséges eredetű rádiózaj mérése négy frekvencián.

## Jellemzői
Építette és működtette Uchu Kagaku Kenkyujo (japánul: 宇宙 科学研究 本部), 1964-től Institute of Space and Astronautical Science (ISAS), 2003-tól JAXA.
Megnevezései: Ume–2; Ume–2 (COSPAR:1978-018A); Japanese Ionosphere Sounding Satellite (JISS–2); Ionosphere Sounding Satellite (ISS–B); Ionosphere Sounding Satellite (ISS–2). Kódszáma: SSC 10674.
1978. február 16-án a Tanegashimai ISAS űrközpontból (Tanegashima Space Center) egy N–1F hordozórakétával állították magas Föld körüli pályára (HEO = High-Earth Orbit).
Giroszkóppal stabilizált, a Föld irányába függőleges pozícióban van. Az adatokat mágnesszalagra rögzíti, vételi pozícióban lejátssza. Formája henger alakú, átmérője 935, magassága 82 centiméter. Villamos energiát a felületére szerelt (5000 darab) napelem biztosította, éjszakai (földárnyék) energiaellátását ezüst-cink akkumulátorok biztosították. Tudományos műszerei: ion csapda; magnetométer; tömegspektrométer. Az orbitális egység pályája 107,3 perces, 69,4 fokos hajlásszögű, elliptikus pálya perigeuma 975 kilométer, az apogeuma 1224 kilométer volt. Hasznos tömege 140 kilogramm.
1983. február 23-án belépett a légkörbe és megsemmisült.
A sorozat első műholdja Ume–1 COSPAR:1976-019A), a program befejező műholdja.